# نفت خام

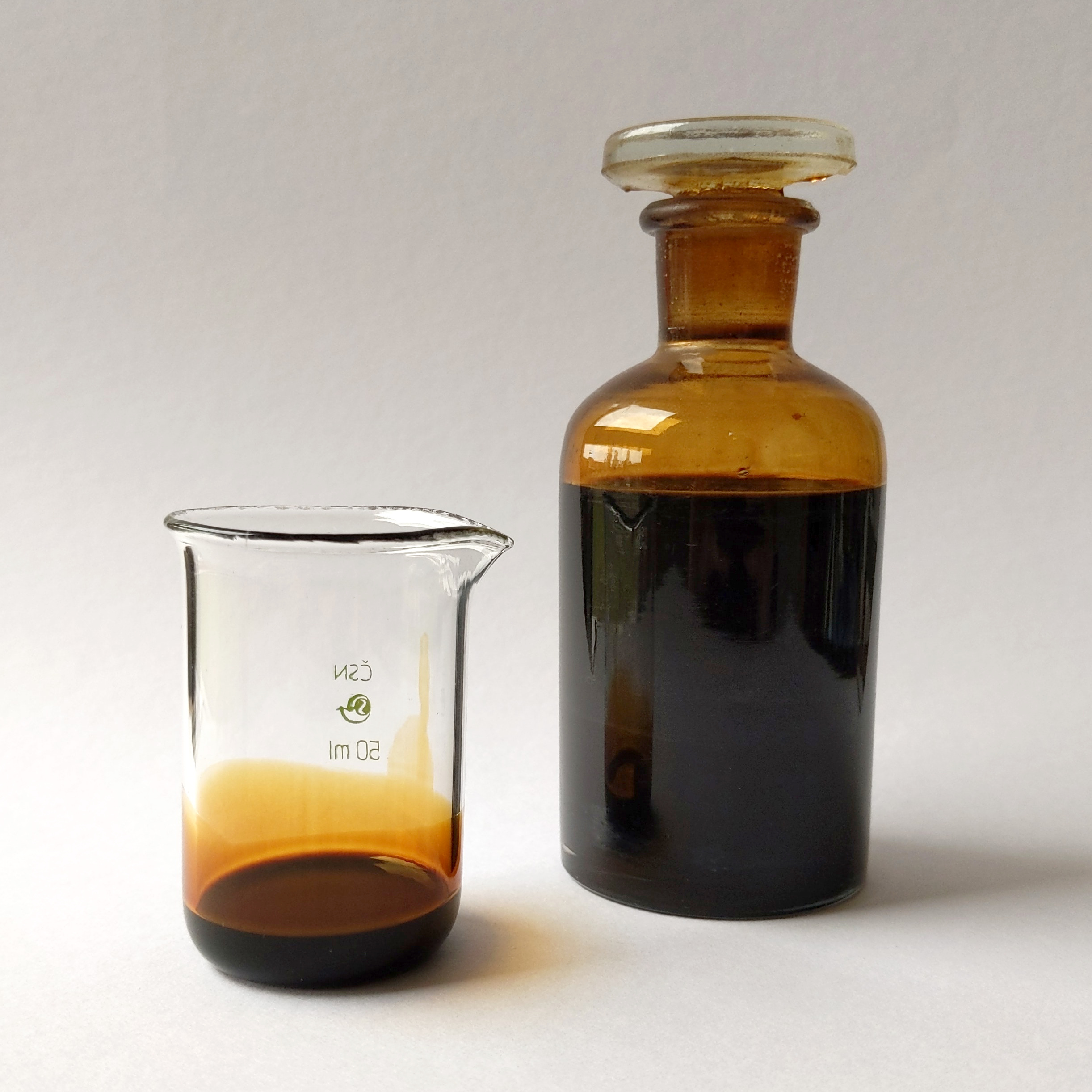
دو ظرف حاوی نمونهٔ نفت خام.

نَفت (به انگلیسی: Oil, Petroleum) یا نفت خام (به انگلیسی: Crude oil) مایعی غلیظ به‌رنگ قهوه‌ای سوخته یا سبز تیره یا سیاه است که در لایه‌های بالایی بخش‌هایی از پوستهٔ کره زمین یافت می‌شود. نفت شامل آمیزهٔ پیچیده‌ای از هیدروکربن‌هایی گوناگون است. بیشتر این هیدروکربن‌ها از زنجیرهٔ آلکان هستند؛ ولی ممکن است از دید باطن، ترکیب یا خواص تفاوت‌هایی زیاد باهم داشته باشند. نفت از سوخت‌های فسیلی و منابع تجدیدناپذیر است. نفت سنگین از گران‌روی زیادی برخوردار است.

## واژه‌شناسی

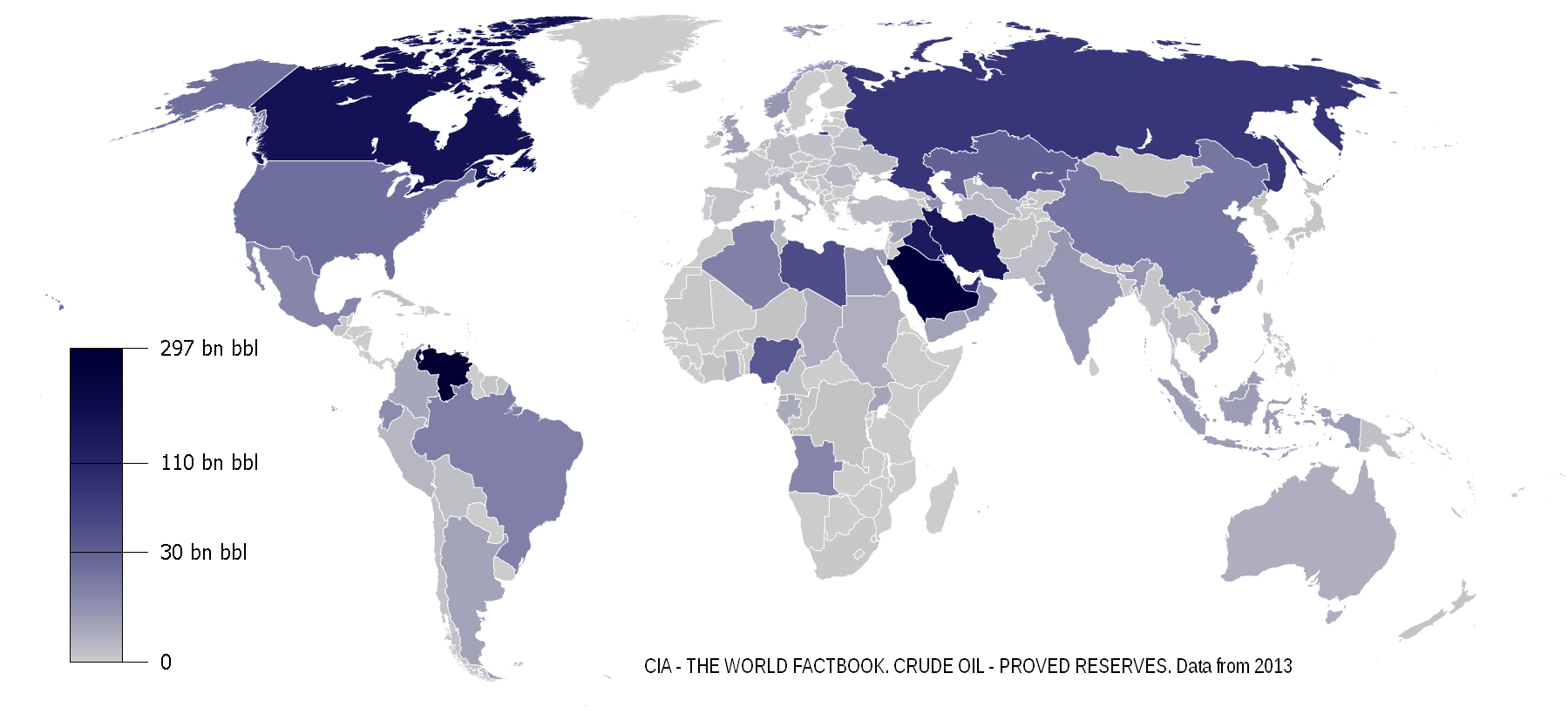
نقشهٔ جهانی ذخایر نفت.

ریشهٔ واژهٔ «نفت» از واژهٔ اوستایی «نپتا» گرفته شده است. کلدانیان و اعراب آن را از زبان مادی گرفته و «نفتا» خوانده‌اند. در برخی منابع قدیمی به صورت «نفط» نیز آمده است. در فرانسه نیز «Naphte» گفته می‌شود و پیش از آن تا سال ۱۲۱۳ میلادی «Napte» گفته می‌شد که از واژهٔ لاتین «Naphta» برگرفته شده بود. ریشهٔ این کلمه واژه یونانی «Naphtha» به‌معنی روغن شرقی است.
کلمهٔ نفت در زبان انگلیسی «پترولیوم» (Petroleum) نامیده می‌شود که از دو کلمهٔ «پترا» (Petra) (معادل یونانی واژهٔ سنگ) و کلمهٔ «اولئوم» (Oleum) (روغن) تشکیل شده است.
نفت مایعی است که عمدتاً از دو عنصر آلی هیدروژن و کربن تشکیل شده و دارای مقادیر کمتری از عناصر سنگین مانند نیتروژن، اکسیژن و گوگرد است و به‌صورت طبیعی در زیر زمین و به‌صورت استثنایی در روی زمین به صورت چشمه یافت می‌شود.

## تاریخچه
رادیناس در شوش باستان کهن‌ترین چاه نفت تاریخ جهان، در ایران و در زمان هخامنشیان مورد بهره‌برداری قرار گرفته است. نفت سیاه یا همان نفت خام، در ادوار گذشتهٔ تاریخ انسان وجود داشته است و در ایران باستان، مصارف فراوانی از نفت خام وجود داشته است. رادیناس که در تاریخ از آن یاد شده، به روزگار داریوش بزرگ بازمی‌گردد.
هرودوت تاریخ‌نویس باستان در این باره می‌نویسد: ایرانیان از این چاه، قیر و نمک و نفت به‌روشی که بازگو خواهم کرد استخراج می‌کردند:
«آن‌ها نخست با چوب خمیده‌ای که ته آن را به سطلی چرمی بسته‌اند نفت خام را از چاه بیرون می‌کشند و آن را در مخزنی خالی می‌کنند، مایع پس از گذر از سطل دیگر به سه شکل درآمده، قیر و نمک فوراً بسته و سخت می‌شوند و مایع نفت خارج شده و در محفظه‌هایی می‌ریزند، ایرانیان این را رادیناس (اردریکا) می‌خوانند که ماده‌ای است سیاه رنگ، سوختنی و دارای بویی نامطبوع».
مورخان دیگر گزارش کرده‌اند:
«ایرانیان از نفت، ماده‌ای همچون قیر امروزی تهیه می‌کردند که از آن برای آب‌بندی کشتی‌هایشان بهره می‌بردند، کشتی‌هایی که در خدمت ناوگان نیروی دریایی امپراتوری هخامنشی بود و در سه قاره گسترده شده و بندر و آبراهه و پایگاه در همه جای گیتی داشت».
سردار زبدهٔ ساسانی، بهرام مهران، ملقب به بهرام چوبین، به این دستاورد هخامنشیان پی برده و از ماده‌های نفتی و آتشین برای ساخت جنگ‌افزار بهره می‌گرفت. به نوعی می‌توان بهرام چوبین را نخستین ژنرال در تاریخ دانست که از سلاح گرم در نبردهایش استفاده کرد.
در قرون وسطی زکریای رازی با تولید نفت سفید و نفت ضروری از آن برای چراغ‌ها استفاده کرد و خیابان‌ها و حمام‌های شهر بغداد به وسیله قیر و ماسه پوشانده می‌شدند.
اولین میدان نفتی دنیا در باکو، در قرن نهم ساخته شد. مارکو پولو که در ۱۲۷۳ میلادی به آن‌جا سفر کرده می‌گوید «محصولات آن با صدها کشتی حمل می‌شد».
اولین چاه نفت جهان در سده‌های اخیر، در ۱۵۹۳ میلادی در بالاخانه باکو به عمق ۳۵ متر به‌طور دستی کنده شد. این در دوران صفوی است که باکو جزو ایران بوده است.
اولین چاه اکتشافی مدرن نفت در سال ۱۷۴۵ در فرانسه و اولین چاه استخراج نفت توسط کلنل دریک در سال ۱۸۵۹ در پنسیلوانیا حفاری شد.
با توسعه و پیشرفت فناوری حفاری در اواسط قرن نوزدهم و فناوری تقطیر و پالایش نفت در اواخر قرن نوزدهم و استفاده از آن در موارد غیر سوختی، جهش شگفت‌آوری به‌وجود آمد. به‌طوری‌که امروزه صنایع پتروشیمی نقش اساسی و بنیادی در رفع نیاز عمومی جامعه به عهده دارد.

## منشأ

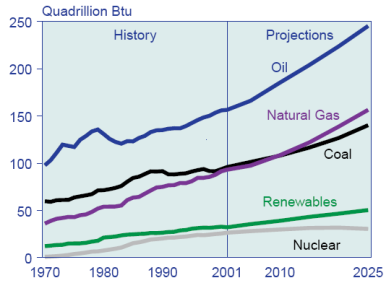
نمودار جهانی مصرف انرژی در سال‌های اخیر. نفت در صدر قرار دارد.

تاکنون برای توضیح منشأ نفت نظریه‌های متعددی عنوان شده است که محتمل‌ترین آن‌ها نظریهٔ آلی است.
نظریهٔ آلی منشأ تشکیل نفت را  گیاهان (اکثرا جلبک‌ها) و موجودات آلی (زئوپلانکتون‌ها) موجود در اقیانوس‌ها می‌داند. علت اعتبار این نظریه به‌دلیل وجود نوع خاص از لیپیدها درون نفت بوده که مختص این موجودات است.
باقی‌ماندهٔ جانوران و گیاهانی (اعم از جلبک‌ها و مرجان‌ها) که میلیون‌ها سال قبل (پیش از پدید آمدن دایناسورها) در محیط آبی شور زندگی می‌کرده‌اند، طی میلیون‌ها سال توسط گِل و رسوبات مدفون شده‌اند.
گرچه با توجه به مطالعات اخیر حتی ممکن است نفت سریع‌تر و از تجزیهٔ اجساد انسان‌های گذشته نیز حتی به مقدار اندک به دست آید.
این باقی مانده‌ها تحت فشار و دمای بالا، نبود اکسیژن و گذشت مدت زمان طولانی، به نفت و گاز تبدیل گشته است. در اثر فشار دوباره، نفت و گاز تشکیل شده به سنگ مخزن مناسب مهاجرت کرده و حضور پوش سنگی چون گنبد نمکی منجر به تجمع آنها در سنگ مخزن می‌شود.
به مجموعهٔ سنگ منشأ، سنگ مخزن حاوی هیدروکربن‌ها و پوش سنگ، حوضچهٔ نفتی می‌گویند.
نفت خام حالت روغنی دارد و به شکل‌های جامد (قیرهای نفتی) و مایع دیده می‌شود. برخی اوقات به تمام اشکال نفت هیدروکربن نیز گفته می‌شود. اگر نفت در لایه‌ای رسوبی جمع گردد به‌آن محل «حوضچهٔ نفتی» می‌گویند. از مجموع چندین حوضچهٔ نفتی، یک «میدان نفتی» حاصل می‌شود. به سنگ متخلخل دربرگیرندهٔ نفت که قابلیت تولید نفت را داشته باشد، «سنگ مخزن» می‌گویند.

## ترکیبات
ترکیبات نفت در مناطق مختلف متفاوت است. نسبت این گروه‌های هیدروکربنی در نفت‌های مخازن گوناگون متفاوت است اما مقادیر میانگین و بازهٔ تغییر غلظت آنها به شرح زیر است:
آلکان‌ها (پارافین‌ها): به‌طور میانگین ۳۰درصد نفت خام را تشکیل می‌دهند. اما می‌توانند ۱۵ تا ۶۰٪ وزنی نفت خام را تشکیل می‌دهند.
به همین ترتیب برای دیگر گروه‌ها داریم:
- نفتن‌ها: میانگین=> ۴۹٪، بازهٔ تغییر غلظت => ۳۰ تا ۶۰٪
- آروماتیک‌ها: میانگین => ۱۵٪، بازهٔ تغییر غلظت => ۳ تا ۳۰٪
- آسفالتیک‌ها: میانگین => ۶٪، بازهٔ تغییر غلظت => ۶٪

همچنین برخی ترکیبات هیدروکربنی نفت خام حاوی حاوی نیتروژن، اکسیژن و گوگرد و مقادیر کمی از فلزات مانند آهن، نیکل، مس و وانادیم هستند. نسبت عناصر شیمیایی در محدوده‌های نسبتاً کمی به شرح زیر تغییر می‌کند:
- کربن: ۸۳ تا ۸۵ درصد وزنی
- هیدروژن: ۱۰ تا ۱۴ درصد وزنی
- نیتروژن: ۰٫۱ تا ۲ درصد وزنی
- اکسیژن: ۰٫۰۵ تا ۱٫۵ درصد وزنی
- سولفور: ۰٫۰۵ تا ۶ درصد وزنی
- فلزات: کمتر از ۰٫۱ درصد وزنی

## اکتشاف

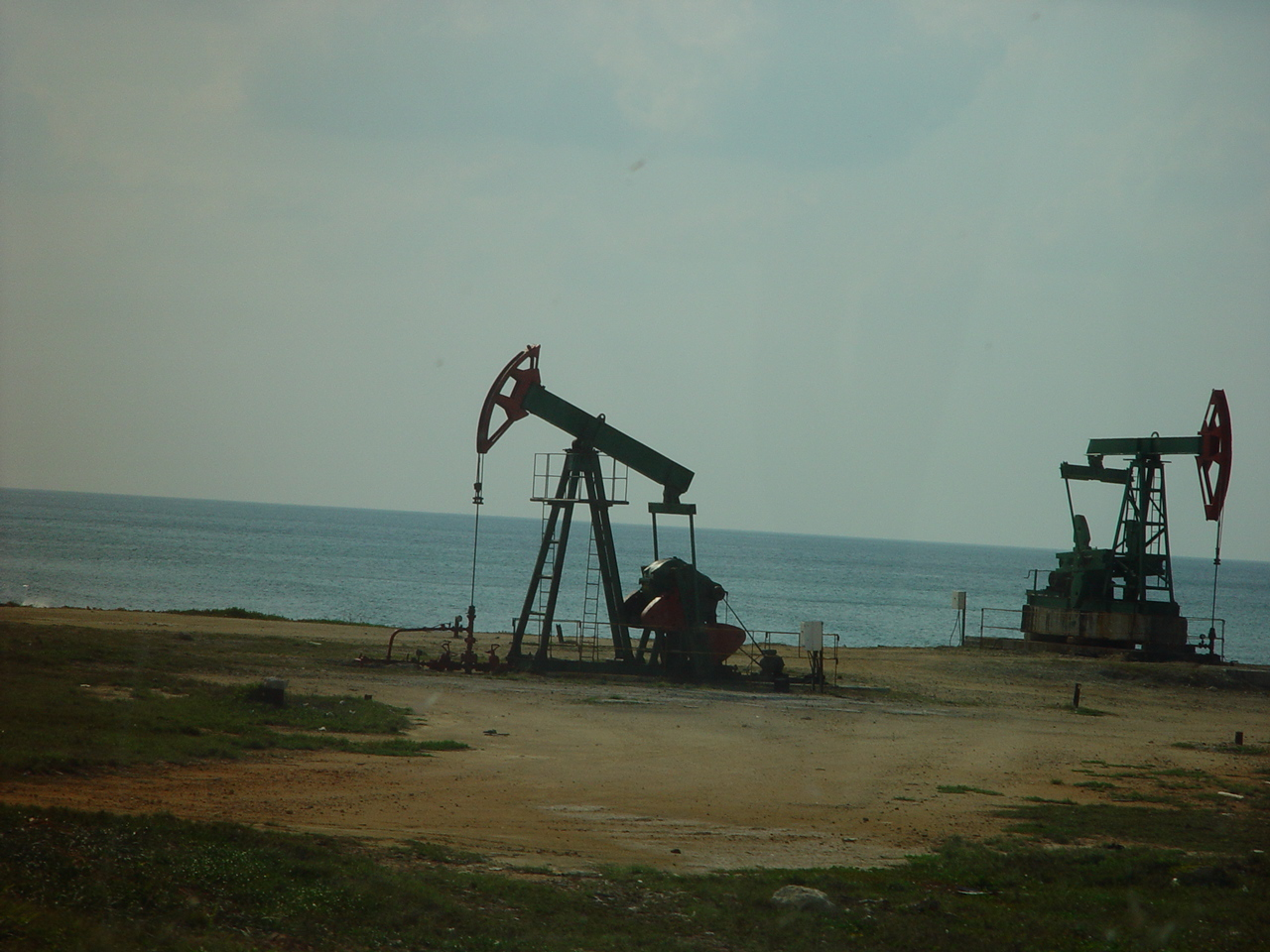
یک پمپ‌جک در کوبا

تا قبل از حفر نخستین  چاه نفتی به کمک وسایل جدید حفاری، این ماده مهم فقط از چشمه‌های سطحی نفت یا چاه‌های کم‌عمق که به وسیلهٔ دست حفر می‌شد، استخراج می‌گردید و موارد استفاده از نفت خام نیز محدود بود. از زمان پیدایش نفت تا امروز فعالیت‌های اکتشافی برای کشف ذخایر جدید نفت و گاز و تأمین تقاضای بازارهای نفت و همچنین جایگزینی حجم‌های تولید شده، به صورت مستمر در جریان است. امروز با پیشرفت تکنیک‌های اکتشافی جدید، دقت فعالیت‌های اکتشافی بیشتر شده و شانس بیشتری برای موفقیت وجود دارد، اما با وجود این پیشرفت‌ها، اکتشاف هنوز به صورت یک فعالیت با ریسک بالا باقی مانده است، زیرا قدیمی‌ترین نظریه برای اکتشاف نفت، نظریهٔ طاقدیس (Anticline Theory) است. کاربرد این نظریه برای یافتن نفت در قلهٔ طاقدیس‌ها ابزار موفقی بود. این نظریه به عنوان نظریهٔ اصلی برای اکتشافات مهم نفتی در بسیاری از نقاط دنیا از جمله مسجدسلیمان ایران مورد استفاده قرار گرفت.
نفت در سال ۱۸۸۰ در رسوبات دریایی پنسیلوانیا کشف شد که ارتباطی با ساختارهای طاقدیسی نداشت و تجمع نفت و ایجاد نفت‌گیر صرفاً ناشی از تغییر رخساره رسوبات بود؛ بنابراین مشخص شد که ذخایر نفتی می‌توانند در حوزه‌های غیرچین‌خورده هم وجود داشته باشند. در نتیجه مفهوم نفت‌گیرهای چینه‌ای (Stratigraphic Traps) با این کشف وارد عرصهٔ مفاهیم نفت شد. تا اواسط دههٔ ۱۹۲۰، تهیه و استفاده از نقشه‌های سطحی و طاقدیس‌ها ابزار اصلی اکتشافات نفتی بود و یافتن نفت‌گیرهای چینه‌ای به صورت تصادفی رخ می‌داد. یک منطقهٔ انتخاب شده را با مطالعهٔ نمونه‌های سنگی و لرزه‌نگاری مشخص می‌کنند. اندازه‌گیری‌ها انجام می‌شود و اگر مکان از نظر میزان ذخیرهٔ نفت موجود و ملاحظات اقتصادی، موفقیت‌آمیز باشد، حفاری آغاز می‌شود. بالای چاه، ساختاری به نام «دکل حفاری» برای جادادن وسایل و لوله‌های مورد استفاده در چاه ساخته می‌شود. زمانی که حفاری تمام می‌شود، پس از تکمیل چاه حفرشده، یک جریان ثابت از نفت را به سطح زمین خواهد آورد. به سنگ‌هایی که غالباً از سنگ‌های رستی (شیل) یا انیدریت تشکیل‌شده و خاصیت پلاستیک دارند و قسمت بالایی مخزن نفت، همانند پوششی قرار می‌گیرند، «سنگ پوششی» گفته می‌شود.

## پالایش

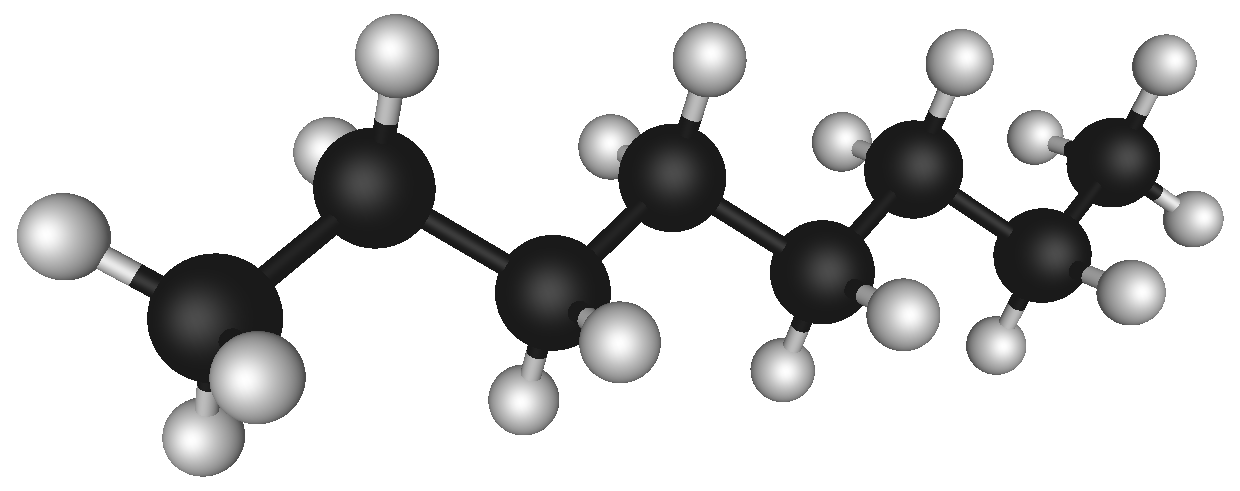
اکتان با فرمول C_{8}H_{18}، نوعی هیدروکربن است که در نفت یافت می‌شود. توپ‌های سیاه نشان‌دهندهٔ اتم کربن و توپ‌های سفید نشان‌دهندهٔ اتم هیدروژن هستند.

نفت به‌صورت خام نمی‌تواند مورد استفاده قرار گیرد و باید در پالایشگاه نفت در برج تقطیر (ویژهٔ نفت) مورد جداسازی بر اساس اختلاف دمای جوش قرار گیرد.
دو نوع برج تقطیر وجود دارد: ۱) برج تقطیر اتمسفری، ۲) برج تقطیر خلأ
نفت خام در برج تقطیر حرارت داده می‌شود. بخارات اجزای نفت خام به ترتیب نقطهٔ جوش در سینی‌های برج تقطیر که در ارتفاعات متفاوتی قرار دارند جمع‌آوری می‌شود. درون این سینی‌ها دمای بخارات کمتر شده و تبدیل به مایع می‌شوند.

## انواع نفت خام

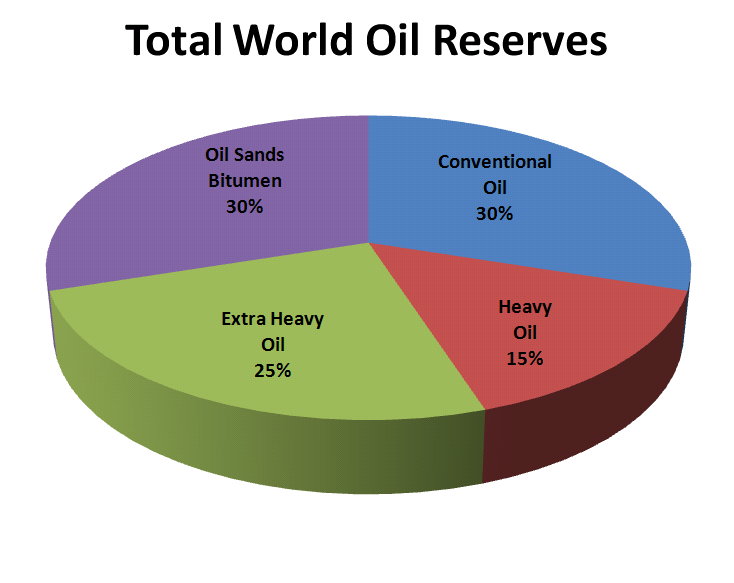
بیشتر ذخایر نفتی دنیا از نفت‌های فوق‌سنگین و شن‌های نفتی تشکیل شده است.

ارزش نفت خام معمولاً بر اساس دو معیار وزن مخصوص و میزان گوگرد تقسیم‌بندی می‌شود. نفت‌هایی که وزن مخصوص، گرانروی و چگالی پایینتری دارند نفت سبک و نفت‌هایی که وزن مخصوص، گرانروی و چگالی بالاتری دارند نفت سنگین نامیده می‌شوند. نفت‌هایی که گوگرد آن‌ها کمتر است نیز نفت شیرین و نفت‌های دارای گوگرد بیشتر نفت ترش نامیده می‌شوند که معمولاً نفت‌های میدان‌های جوان، به دلیل پختگی اندک، سنگین تر هستند و میزان گوگردشان بالاست. استخراج، جابجایی و پالایش نفت‌های سبک و شیرین ساده‌تر و کم‌هزینه‌تر است و میزان بیشتری از محصولاتی چون بنزین، نفتا، نفت سفید و سوخت‌های جت برگرفته از نفت سفید، و گازوئیل‌های مرغوب را می‌توان از آن‌ها به دست آورد، به همین دلیل این نوع نفت‌ها بیشتر مورد علاقه پالایشگاه‌ها بوده و قیمت بالاتری دارند. شاخص‌های بین‌المللی تعیین قیمت نفت یعنی وست تگزاس اینترمیدیت و برنت از نوع نفت سبک و شیرین هستند. اما میزان نفت‌های ترش و سنگین در ذخایر نفتی دنیا بسیار بیشتر است.

## نگارخانه

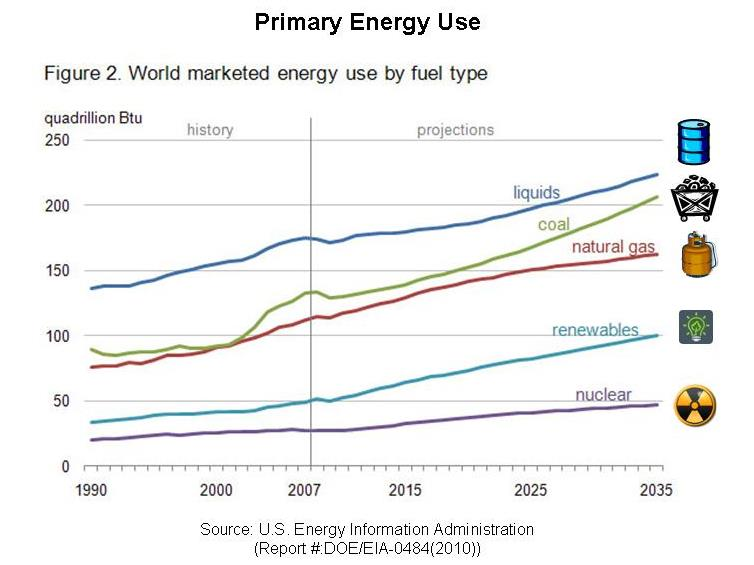

## فراورده‌های نفتی
| - گازوئیل - مازوت‌ها - بنزین - نفت چراغ |  | - ال‌پی‌جی - روان‌سازها - پارافین - قیر - کک نفتی |
| -------------------------------------- |  | ---------------------------------------------- |